# Mikita Borykau
Mikita Borykau (en bielorruso: Мікіта Борыкаў; 7 de julio de 1992) es un deportista bielorruso que compite en piragüismo en la modalidad de aguas tranquilas.
Ganó tres medallas en el Campeonato Mundial de Piragüismo, entre los años 2019 y 2024, y cuatro medallas en el Campeonato Europeo de Piragüismo, en los años 2017 y 2024.

## Palmarés internacional
| Campeonato Mundial | Campeonato Mundial      | Campeonato Mundial | Campeonato Mundial |
| Año                | Lugar                   | Medalla            | Competición        |
| ------------------ | ----------------------- | ------------------ | ------------------ |
| 2019               | Szeged (Hungría)        | Medalla de plata   | K1 500 m           |
| 2021               | Copenhague (Dinamarca)  | Medalla de oro     | K1 500 m           |
| 2024               | Samarcanda (Uzbekistán) | Medalla de oro     | K2 1000 m          |
| Campeonato Europeo |                         |                    |                    |
| Año                | Lugar                   | Medalla            | Competición        |
| 2017               | Plovdiv (Bulgaria)      | Medalla de plata   | K1 500 m           |
| 2017               | Plovdiv (Bulgaria)      | Medalla de bronce  | K4 500 m           |
| 2024               | Szeged (Hungría)        | Medalla de oro     | K4 500 m           |
| 2024               | Szeged (Hungría)        | Medalla de oro     | K4 1000 m          |